# Embaixada do Iraque em Brasília
A Embaixada do Iraque em Brasília é a principal representação diplomática iraquiana no Brasil.

## História
Brasil e Iraque entraram em contato pela primeira vez em 1935, mas só estabeleceram relações diplomáticas em 1967. Em 1968, a embaixada brasileira de Damasco também representou o Brasil junto ao Iraque e, em 1972, foi inaugurada a embaixada de Bagdá, única latino-americana no país, que ficou fechada entre 1991 e 2012 devido as guerras no qual o país árabe se envolveu. O atual embaixador é Adel Alkurdi.
A embaixada fica no Setor de Embaixadas Sul, sendo a embaixada mais ao sul deste setor, e tendo ocupado apenas a metade do terreno que ganhou de graça do governo brasileiro. Devido ao fato de estar praticamente isolada em sua quadra vazia, serve de referência a uma pista de parapente e paramotor.

## Serviços
A embaixada realiza os serviços protocolares das representações estrangeiras, como o auxílio aos iraquianos que moram no Brasil e aos visitantes vindos do Iraque e também para os brasileiros que desejam visitar ou se mudar para o país árabe. A comunidade brasileira é bastante reduzida no Iraque, sendo principalmente atletas, funcionários de multinacionais e cônjuges de iraquianos. A embaixada de Brasília é a única opção consular iraquiana no Brasil.
Outras ações que passam pela embaixada são as relações diplomáticas com o governo brasileiro nas áreas política, econômica, cultural e científica. O Iraque é um importante destino das exportações brasileiras e exporta petróleo e seus derivados para o Brasil.